# Frequenamia
Frequenamia är ett släkte av insekter. Frequenamia ingår i familjen dvärgstritar.

## Dottertaxa tillFrequenamia, i alfabetisk ordning[1]
- Frequenamia ambrosia
- Frequenamia apiculata
- Frequenamia armata
- Frequenamia aureola
- Frequenamia baiana
- Frequenamia bicuspidata
- Frequenamia bifida
- Frequenamia blandita
- Frequenamia capixaba
- Frequenamia cavifrons
- Frequenamia chapadensis
- Frequenamia cirrofasciata
- Frequenamia clypeatus
- Frequenamia confusa
- Frequenamia crassistylus
- Frequenamia elegantiae
- Frequenamia estebana
- Frequenamia festiva
- Frequenamia fulvulus
- Frequenamia fumiae
- Frequenamia guerrera
- Frequenamia hasemani
- Frequenamia incus
- Frequenamia inhabilis
- Frequenamia jucunda
- Frequenamia lacerdae
- Frequenamia litorea
- Frequenamia loricatus
- Frequenamia nordestina
- Frequenamia pasoensis
- Frequenamia plena
- Frequenamia pulchra
- Frequenamia quimilica
- Frequenamia ramosa
- Frequenamia rava
- Frequenamia reticulatus
- Frequenamia saranensis
- Frequenamia sparsus
- Frequenamia spiniventris
- Frequenamia venosulus
- Frequenamia venustula
- Frequenamia vicosa